# 東遷縣
東遷縣是歷史上南太湖地區的一個古縣名，是南浔区的前身，東西約100里、南北約120里。管轄範圍主要在今浙江省湖州市南浔区（含今吳興區織里鎮）和江蘇省吳江市平望老運河以南地區。

## 歷史
晉代東遷縣治所東遷在今南浔区舊館鎮（非今日舊館東的原東遷鎮，現撤銷為南浔經濟開發區）。唐玄宗開元二十九年（741年），湖州刺史張景遵在原治所東遷（今舊館）置太湖館；代宗大曆九年（774年），刺史顔真卿易名東遷館；德宗貞元十年（794年），刺史于頔因東遷館與升山館相距太近，將東遷館移向東二十里之嚴村，嚴村遂改稱「東遷」，原東遷館所在地改爲「舊館」。

## 沿革
- 晉武帝太康三年（282年），分烏程東鄉置東遷縣。縣境東至平望官河（今江蘇省吳江市平望鎮江南老運河），北境則有東西兩洞開庭山並荻塘直北諸溇港，南至新市、烏鎮、雙林、琏市（今練市）、含山，西至湖州府城東二十八里，即孺山（西餘山）[1]。
- 南朝宋元徽四年(476年)，東遷縣改名東安縣，次年仍複名東遷縣。
- 隋朝開皇九年（589年），東遷重新並入烏程，凡308年。